# مالا رودریگز

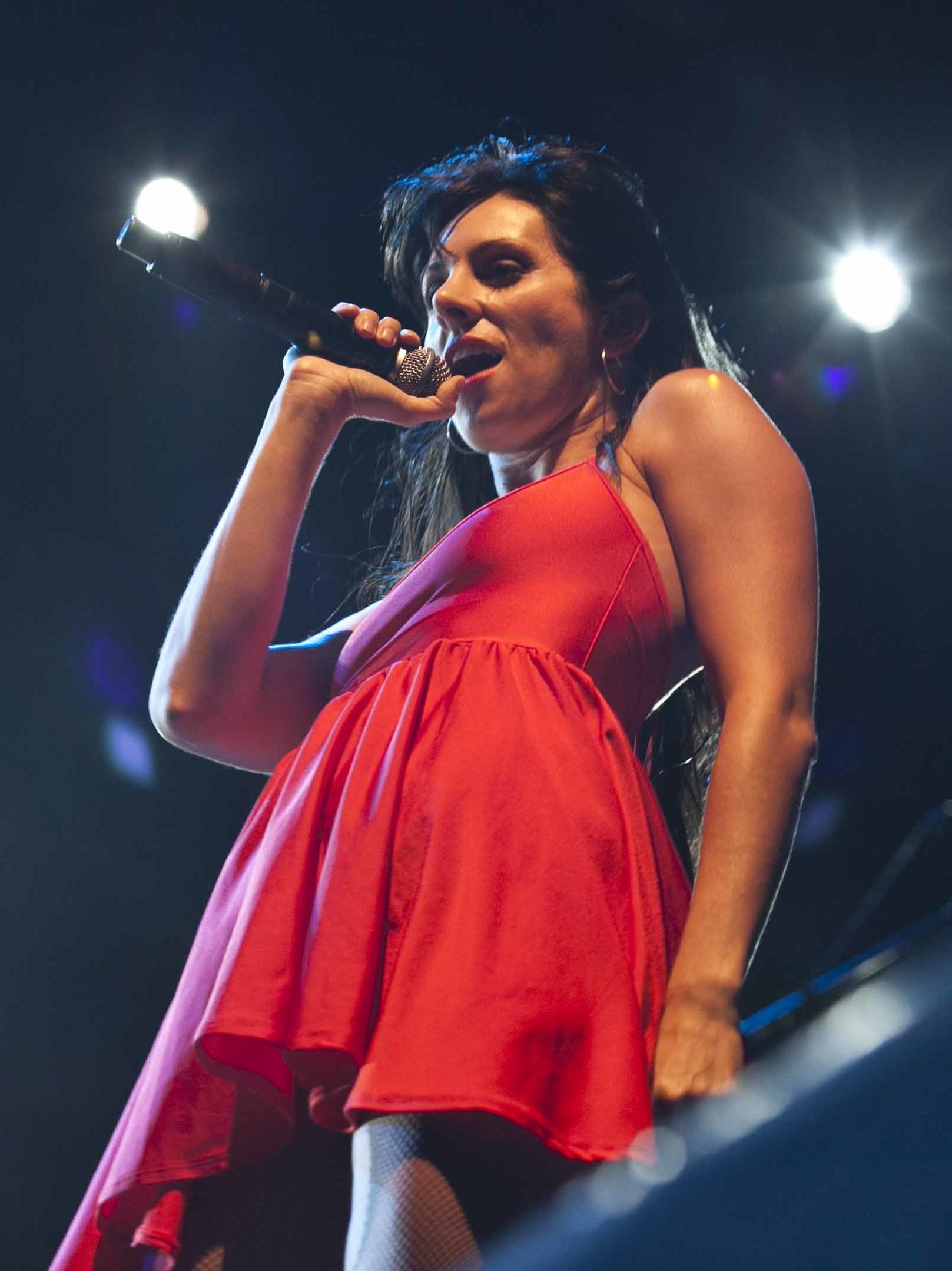

ماریا رودریگز گاریدو معروف به مالا رودریگز (خرز ده لا فرونترا،  کادیس، ۱۳ فوریه 1979) خواننده رپ اسپانیایی است. تا به امروز ۲۰۰۰۰۰ نسخه تأیید شده دارد و به همین دلیل یکی از پرفروش‌ترین هنرمندان رپ در محسوب می‌شود.
لا مالا به دلیل سبک خاص فلامنکو شناخته شده‌است. در آلبوم Malamarismo او با هنرمند رومی فلامنکو Raimundo Amador و در چهارمین آلبوم خود، Dirty Bailarina، با خواننده استره‌یا مورنته در آهنگ "Patito Feo" همکاری می‌کند.